# Michael Thomas Bass
Michael Thomas Bass (Burton upon Trent, 16 luglio 1799 – 29 aprile 1884) è stato un politico e imprenditore britannico.
Sotto la sua guida, il birrificio Bass divenne il più grande birrificio del mondo e il marchio più noto nel Regno Unito. Bass rappresentò il collegio elettorale di Derby nella Camera dei Comuni come membro del partito liberale tra il 1847 e il 1883 e fu un sostenitore capace per gli interessi dell'industria della birra. Fu un generoso benefattore sia di derby che di Burton upon Trent, dove aveva sede la sua società.

## Biografia

### Primi anni e carriera
Bass nacque a Burton upon Trent nel 1799, figlio di Michael Thomas Bass (senior), che aveva sviluppato la birreria Bass fondata dal proprio padre William Bass nel 1777, rendendola una delle principali esportatrici in Russia. Sua madre, Sarah Hoskins, era la figlia di Abraham Hoskins, un noto avvocato di Burton.
Bass frequentò il liceo a Burton upon Trent e finì i suoi studi a Nottingham. All'età di 18 anni entrò nell'azienda di famiglia come apprendista: era un periodo in cui gli affari non andavano bene perché le guerre napoleoniche avevano interrotto il commercio con la Russia. Inoltre le vendite di India Pale Ale in India e nel sud-est asiatico decollarono solo dagli anni Venti.
Bass assunse il controllo della società nel 1827 e continuò a concentrarsi sulle esportazioni in Asia. Dal 1832-33 l'azienda esportava 5.000 barili di birra, il che rappresentava il 40% della sua produzione in quell'anno.
L'avvento della ferrovia a Burton upon Trent nel 1839 aiutò lo sviluppo degli affari riducendo i costi di trasporto. Se la società aveva quattro agenti nel 1830 a Londra, Liverpool, Stoke-on-Trent e Birmingham, nel 1880 erano 21 nel Regno Unito, cui se ne aggiungeva un altro a Parigi. L'esportazione era gestita dalle agenzie a Londra e Liverpool.
Sotto la guida di Bass, la produzione e le vendite della società crebbero enormemente: la produzione di birra era cresciuto fino a 340.000 barili nel 1860 per giungere a quasi un milione di barili nel tardo 1870. Dal 1881, l'azienda aveva tre fabbriche di birra e 26 malterie che coprivano 145 ettari (0,59 km²) a Burton upon Trent. La società divenne la più grande fabbrica di birra della Gran Bretagna oltre ad essere una delle aziende britanniche più conosciute.

### In politica
Basso fu eletto come deputato per Derby nel 1848 e tenne il seggio fino al 1883. Il suo necrologio sul Brewers Journal dichiarò che era conosciuto maggiormente nella Camera dei Comuni per la sua regolare frequenza che per qualsiasi sfoggio di oratoria. Si concentrò nella difesa del settore economico della birra contro gli sforzi della corrente anglicana dei non-conformisti all'interno del Partito Liberale per varare una legislazione proibizionistica verso l'alcol.
Bass fu un liberale ortodosso che sostenne il libero scambio, una bassa tassazione e il miglioramento degli standard di vita della classe operaia. Promosse una legge che aboliva carcere per i debitori di piccole somme; invece la sua proposta di legge contro i suonatori di organetto che risultavano fastidiosi nelle strade ebbe meno successo.
Bass fu un filantropo, sia a Burton upon Trent che Derby: alla sua morte si scrisse che aveva donato alle città circa ottantamila sterline cui si univano i doni fatti a Derby quali una nuova biblioteca, un museo, una scuola d'arte, un parco giochi e bagni pubblici.
Bass rappresentò Derby fino agli ultimi anni della sua vita: William Ewart Gladstone gli offrì il titolo di pari, che egli rifiutò preferendo rimanere nella Camera dei Comuni.

## Vita privata
Bass sposò Eliza Jane Arden nel 1835 ed ebbero due figli e due figlie. Il suo figlio maggiore Michael Bass, I barone Burton, assunse la responsabilità di gestire l'azienda, fu deputato per Stafford e fu elevato al rango di barone. L'altro figlio Hamar Alfred Bass fu membro del Parlamento per Tamworth ma per i suoi problemi di gioco d'azzardo fu escluso dal coinvolgimento nella vita dell'azienda. Una figlia, Emily, sposò Sir William Plowden, deputato per il Wolverhampton occidententale, e l'altra, Alice, sposò Sir George Chetwode diventando così la madre del maresciallo Philip Walhouse Chetwode.